# 2019년 루손 지진
2019년 루손 지진은 2019년 4월 22일 필리핀 루손섬에서 일어난 모멘트 규모 Mw6.1의 지진이다. 필리핀 화산학 및 지진학회(PHIVOLCS)에서는 처음에 규모 M5.7, PHIVOLCS 지진 진도 계급 기준 V로 측정했으며 중앙루손 지방 및 메트로 마닐라 지역 대부분에서 진도 V를 느꼈다고 추정했다. 팜팡가주를 중심으로 심각한 피해를 입었으며 릴리아 피네다 팜팡가주 주지사는 클라크 국제공항 주터미널 및 루바오, 포락을 비롯한 구시가지 지역에 큰 피해를 입었다고 발표했다.
지진으로 팜팡가주를 포함하여 필리핀에서 11명이 사망하고 50명이 부상을 입었다. 특히 포락 마을에서는 지진으로 추촌 슈퍼마켓 건물이 무너져 이곳에서만 최소 30명이 매몰된 상태이다. 지진 다음날인 4월 23일에는 사상자수가 사망자 16명, 부상자 112명으로 늘어났다.
지진으로 당일 클라크 국제공항이 폐쇄되었다. 또한 안전점검을 위해 수도 마닐라를 포함한 인근 지역의 모든 공립학교 및 정부건물이 일시적으로 폐쇄되었다.

## 같이 보기
- 2019년 비사야 지진 - 루손 지진 다음 날 필리핀 루손섬 남부에서 일어난 지진